# Адміністративний устрій Бердянського району
Адміністративний устрій Бердянського району — адміністративно-територіальний устрій Бердянського району Запорізької області на 4 сільські, 2 селищні та 2 міські громади.

## Список громад Бердянського району
| Територіальні громади  | Адмін. центр    | Площа (км²) | Населення (осіб) | Кількість поселень |
| ---------------------- | --------------- | ----------- | ---------------- | ------------------ |
| Андрівська сільська    | село Андрівка   | 194,59      | 3350             | 4                  |
| Андріївська селищна    | смт Андріївка   | 497,84      | 7216             | 14                 |
| Бердянська міська      | місто Бердянськ | 253,45      | 115414           | 5                  |
| Берестівська сільська  | село Берестове  | 498,15      | 4596             | 11                 |
| Коларівська сільська   | село Болгарка   | 418,64      | 5801             | 11                 |
| Осипенківська сільська | село Осипенко   | 419,60      | 7575             | 7                  |
| Приморська міська      | місто Приморськ | 979,29      | 23487            | 20                 |
| Чернігівська селищна   | смт Чернігівка  | 1200,00     | 16545            | 41                 |